# Bill Bowrey
William „Bill“ Bowrey (* 25. Dezember 1943 in Sydney, New South Wales) ist ein ehemaliger australischer Tennisspieler.

## Karriere
Bowrey gewann 1968, als letzter Amateur vor der Open Era und als topgesetzter Spieler, die australischen Tennismeisterschaften (heute Australian Open). Im Finale bezwang er den Spanier Juan Gisbert in vier Sätzen mit 7:5, 2:6, 9:7, 6:4. Es war seine einzige Finalteilnahme in einem Einzel-Turnier. Im Doppel gewann er fünf Turniere, unter anderem den Rogers Cup 1970.
Am 23. Februar 1968 heiratete er Lesley Turner.

## Erfolge
| Legende                                       |
| Grand Slam (1)                                |
| Tennis Masters Cup                            |
| ATP Masters Series (1)                        |
| ATP World Series ATP International Series (4) |

| ATP-Titel nach Belag |
| Hartplatz (0)        |
| Sand (4)             |
| Rasen (2)            |
| Teppich (0)          |

### Einzel

#### Turniersiege
| Nr. | Datum             | Turnier         | Belag | Finalgegner  | Ergebnis                   |
| --- | ----------------- | --------------- | ----- | ------------ | -------------------------- |
| 1.  | 1. Januar 1968    | Perth           | Rasen | Ray Ruffels  | 6:8, 11:9, 6:2, 17:19, 6:4 |
| 2.  | 29. Januar 1968   | Australian Open | Rasen | Juan Gisbert | 7:5, 2:6, 9:7, 6:4         |
| 3.  | 25. November 1968 | Adelaide        | Rasen | Allan Stone  | 6:4, 6:3, 4:6, 6:4         |

### Doppel

#### Turniersiege
| Nr. | Datum           | Turnier      | Belag | Partner        | Finalgegner                   | Ergebnis      |
| --- | --------------- | ------------ | ----- | -------------- | ----------------------------- | ------------- |
| 1.  | 27. Juli 1969   | Indianapolis | Sand  | Clark Graebner | Dick Crealy Allan Stone       | 6:4, 4:6, 6:4 |
| 2.  | 2. August 1970  | Hilversum    | Sand  | Owen Davidson  | John Alexander Phil Dent      | 6:3, 6:4, 6:2 |
| 3.  | 16. August 1970 | Toronto      | Sand  | Marty Riessen  | Cliff Drysdale Fred Stolle    | 6:3, 6:2      |
| 4.  | 23. August 1970 | Haverford    | Rasen | Ray Ruffels    | Jim McManus Jim Osborne       | 3:6, 6:2, 7:5 |
| 5.  | 22. Mai 1971    | Bournemouth  | Sand  | Owen Davidson  | Patricio Cornejo Jaime Fillol | 6:4, 6:2, 6:0 |

### Doppel

#### Finalteilnahmen
| Nr. | Datum          | Turnier     | Belag | Partner       | Finalgegner             | Ergebnis                 |
| --- | -------------- | ----------- | ----- | ------------- | ----------------------- | ------------------------ |
| 1.  | 27. April 1970 | Rom Masters | Sand  | Owen Davidson | Ilie Năstase Ion Țiriac | 6:0, 8:10, 3:6, 8:6, 1:6 |